# 질베르 드 몽팡시에 백작
질베르 드 몽팡시에(프랑스어: Gilbert de Montpensier, 1443년 - 1496년 10월 15일)는 루이 드 몽팡시에와 가브리옐 라 투르 (Gabrielle La Tour) 사이에서 태어난 아들로, 몽팡시에 백작이자 오베르뉴의 도팽이다. 1483년 10월에 그는 샤를 8세에 의해 생 미셸 기사단에 임명되기도 했다.

## 생애
질베르는 백작, 공작, 도팽등 혈통에 따라 세 개로 분열된 오베르뉴의 분할 이후, 첫 인물이였다.
그의 외할머니인 부르봉 공작부인 마리 드 베리는 오베르뉴 공작령의 후계자였다. 베리와 부르봉 분가들을 위해 만들어진 이 봉토는 필리프 2세가 오베르뉴 백작에게서 몰수한 것이였다. 그의 외증조모 안 도베르뉴는 오베르뉴의 도팽의 딸이였고 그녀의 형제 혈통이 단절되고나서 그녀의 자식들을 상속자가 되었다. 질베르가 이들 중 어느 누구에게도 근본적인 상속자는 아니였지만, 그의 가문의 분가의 당수로서 몽팡시에와 커져버린 가문내의 속지로서 도팽령을 받았다.

### 혼인과 자녀
1482년 2월 24일에 질베르는 만토바 후작 페데리코 1세 곤차가의 딸 클라라 곤차가 (1464년 7월 1일 – 1503년 6월 2일)와 혼인했고; 자녀들은 다음과 같다:
- 몽팡시에 공작부인 루이즈 (1482년 – 1561년 7월 5일) - 마침내 모든 부르봉 영지의 후계자가 되었지만, 작위는 없었다
- 몽팡시에 백작 루이 2세 (1483년 – 1501년 8월 14일)
- 부르봉 공작 샤를 3세 (1490년 2월 17일 – 1527년 5월 6일) - 1503년 이후로부터 부르봉 공작 가문의 남계 후계자였다
- 샤텔로 공작 프랑수아 (1492년 – 1515년 9월 13일)
- 메르쾨르 영주 르네 (1494년 – 1539년 5월 26일) - 1515년 6월 26일 앙부아즈 성에서 로렌 공작 앙투안과 혼인
- 안 (1495년 – 1510년)

질베르는 샤를 8세가 나폴리를 점령한 후, 1495년에 그를 부왕으로 임명하였다. 1496년 7월, 몽팡시에 백작은 프랑스 잔여 병력들과 함께 아텔라에서 붙잡혔고, 그와 그의 병력들은 포추올리 인근 말라리아 습지대에 머물다가 사망했다.

## 같이 보기
- 부르봉 공작

## 참고 문헌
- Boulton, D'Arcy Jonathan Dacre, The knights of the crown, (The Boydell Press, 2000)
- The Biographical Dictionary of the Society for the Diffusion of Useful Knowledge, Vol 4, (Longman, Brown, Green, and Longmans, 1844)

| 질베르 드 몽팡시에 백작 부르봉몽팡시에 가문출생: 1443년 사망: 1496년 10월 15일 |                                                                |               |
| 이전 루이 1세                                                                  | 클레르몽과 오베르뉴, 몽팡시에 백작 도팽 도베르뉴 1486년–1496년 | 이후 루이 2세 |